# Viktor Boulatov
Pour les articles homonymes, voir Fedotov.
Viktor Guennadiévitch Boulatov (en russe : Виктор Геннадьевич Булатов) est un footballeur international et entraîneur russe de football né le 22 janvier 1972 à Tcheliabinsk.

## Biographie

### Carrière de joueur
Natif de Tcheliabinsk, Viktor Boulatov est dans un premier temps formé au sein de cette même ville avant de rejoindre le Zvezda Moscou, pour qui il fait ses débuts professionnels à l'âge de 18 ans lors de la saison 1990 en quatrième division soviétique. Son passage y est très bref, le joueur rejoignant dès la mi-saison le Volgar Astrakhan à l'échelon supérieure, club où il reste cette fois deux ans et demi, y disputant 97 matchs et marquant 19 buts, dont 13 lors de la saison 1992 en troisième division russe.
Il se réoriente brièvement vers le futsal en début d'année 1993 en intégrant le Phoenix Tcheliabinsk, avec qui il termine troisième du championnat russe à l'issue de la saison 1992-1993 (ru), avant de rejoindre la Bulgarie et le Kompact Dimitrovgrad en deuxième division pour le reste de l'année. Il retourne ensuite en Russie en 1994 dans un premier temps au club amateur du Kirovets-Torpedo Kopeîsk avant de signer à l'été au Dinamo Stavropol où il découvre la première division.
Après une demi-saison à Stavropol, il est transféré en 1995 au Krylia Sovetov Samara où il reste trois saisons avant de rejoindre le Torpedo Moscou en 1998 puis le Spartak Moscou l'année suivante. C'est dans ce dernier club qu'il forge l'essentiel de son palmarès, remportant le championnat russe trois fois en trois saisons entre 1999 et 2001. Il y dispute également 25 matchs de Ligue des champions, pour un but marqué, et deux de Coupe UEFA. Son passage à Moscou voit également Boulatov être sélectionné pour la première fois avec la sélection russe par Anatoli Bychovets au mois de novembre 1998 et connaître dans la foulée sa première sélection lors d'un match amical contre le Brésil. Il dispute par la suite son premier match de compétition l'année suivante sous Oleg Romantsev contre l'Islande le 9 juin 1999 dans le cadre d'une rencontre des éliminatoires de l'Euro 2000. Il s'agît cependant de son unique match compétitif, le joueur disputant en tout six rencontres avec la sélection, dont cinq matchs amicaux, le dernier étant joué le 28 février 2001 contre la Grèce.
Quittant Moscou à la fin de la saison 2001, Boulatov effectue un deuxième passage de deux ans au Krylia Sovetov avant de rejoindre en 2004 le Terek Grozny en deuxième division. Sous ces couleurs, il prend part à la campagne victorieuse du club en Coupe de Russie, disputant notamment la finale remportée contre le Krylia Sovetov ainsi que la brève campagne de Coupe UEFA qui s'ensuit à l'été 2004. En parallèle il remporte également le titre de champion de deuxième division à la fin de l'année.
Après avoir disputé la saison 2005 en première division, il quitte Grozny en fin d'année pour rallier le Spartak Vladikavkaz en troisième division, participant à la victoire de l'équipe dans la zone Sud ainsi qu'au début de l'exercice 2007 en deuxième division avant d'être recruté en milieu d'année par le FK Astana, où il dispute notamment la phase qualificative de la Ligue des champions 2007-2008. S'en allant à la fin de la saison,
il joue par la suite une dernière année au niveau professionnel au SKA-Energia Khabarovsk avant de finir sur un passage en amateur au Torpedo Moscou en 2009, terminant sa carrière de joueur à l'âge de 37 ans.

### Carrière d'entraîneur
Alors joueur au sein du SKA-Energia Khabarovsk en 2008, Boulatov intègre en parallèle l'encadrement technique de l'équipe en tant qu'adjoint. En parallèle de son passage dans l'équipe amateur du Torpedo Moscou, il devient également entraîneur principal du club de troisième division du Nika Moscou en début d'année 2009. Il quitte ensuite son poste au mois de juillet avant de reprendre dans la foulée un poste d'adjoint au Tchernomorets Novorossiisk où il termine la saison.
Il connaît son deuxième poste d'entraîneur au mois de novembre 2009 en étant nommé à la tête du Dniepr Smolensk, club qu'il amène à la dixième place du groupe Ouest de troisième division en 2010 puis à la quatrième position lors de la saison 2011-2012, quittant son poste sur cette dernière performance. Après son départ de Smolensk, Boulatov devient entraîneur-adjoint au FK Khimki en juin 2012 sous les ordres d'Aleksandr Tarkhanov puis d'Omari Tetradze avant d'être nommé à la tête du Zénith Penza au mois d'octobre 2012. Sous ses ordres, le club termine successivement sixième du groupe Centre du troisième échelon en 2013 puis dixième l'année suivante, cette dernière lui valant d'être renvoyé au mois de juin 2014.
Peu après son départ de Penza, Boulatov est nommé à la tête de l'équipe des jeunes de l'Arsenal Toula dès le mois de juillet suivant. Après une saison à ce poste, il est appelé à remplacer l'entraîneur de l'équipe première Dmitri Alenitchev en juin 2015 avec pour objectif de ramener le club en première division. Il est cependant renvoyé au mois de février 2016 alors que l'équipe se classe troisième du championnat à quatorze journées de la fin du championnat. Il devient par la suite entraîneur du Torpedo Moscou en mai de la même année, amenant l'équipe à la troisième place du groupe Centre de troisième division, à trois points de la montée, avant de s'en aller au mois de juin 2017.
Boulatov est nommé à la tête du Tchaïka Pestchanokopskoïe à la fin du mois de décembre 2017, où il ne reste que jusqu'en avril 2018 avant d'être renvoyé au bout de huit matchs, pour un bilan de deux victoires, deux matchs nuls et quatre défaites. Il devient par la suite entraîneur du Spartak-2 Moscou au mois de juin suivant et amène l'équipe à la treizième place de la deuxième division lors de la saison 2018-2019. Il est renvoyé au cours de la trêve hivernale de l'exercice suivant alors que le club se place seizième en position de relégable. Il dirige par la suite le FK Krasny en troisième division entre février et décembre 2020 puis le Khimik Dzerjinsk de mai à novembre 2021.
Le 10 novembre 2021, Boulatov prend la tête du club arménien du FC Noah, qu'il entraîne jusqu'en mars 2022.

## Statistiques

### Statistiques de joueur
| Saison                | Club                   | Championnat           | Championnat | Championnat | Coupe(s) nationale(s) | Coupe(s) nationale(s) | Compétition(s) continentale(s) | Compétition(s) continentale(s) | Compétition(s) continentale(s) | Total | Total |
| Saison                | Club                   | Division              | M.          | B.          | M.                    | B.                    | Comp.                          | M.                             | B.                             | M.    | B.    |
| 1990                  | Zvezda Moscou          | D4                    | 8           | 0           | -                     | -                     | -                              | -                              | -                              | 8     | 0     |
| 1990                  | Volgar Astrakhan       | D3                    | 20          | 0           | -                     | -                     | -                              | -                              | -                              | 20    | 0     |
| 1991                  | Volgar Astrakhan       | D4                    | 32          | 4           | -                     | -                     | -                              | -                              | -                              | 32    | 4     |
| 1992                  | Volgar Astrakhan       | D3                    | 42          | 13          | 3                     | 2                     | -                              | -                              | -                              | 45    | 15    |
| 1994                  | Dinamo Stavropol       | D1                    | 14          | 3           | 2                     | 0                     | -                              | -                              | -                              | 16    | 3     |
| 1995                  | Krylia Sovetov Samara  | D1                    | 27          | 3           | -                     | -                     | -                              | -                              | -                              | 27    | 3     |
| 1996                  | Krylia Sovetov Samara  | D1                    | 32          | 4           | 1                     | 1                     | -                              | -                              | -                              | 33    | 5     |
| 1997                  | Krylia Sovetov Samara  | D1                    | 28          | 5           | 1                     | 2                     | -                              | -                              | -                              | 29    | 7     |
| 1998                  | Torpedo Moscou         | D1                    | 30          | 9           | -                     | -                     | -                              | -                              | -                              | 30    | 9     |
| 1999                  | Spartak Moscou         | D1                    | 29          | 4           | 1                     | 0                     | C1+C3                          | 7+2                            | 1+0                            | 39    | 5     |
| 2000                  | Spartak Moscou         | D1                    | 29          | 1           | 5                     | 1                     | C1                             | 8                              | 0                              | 42    | 2     |
| 2001                  | Spartak Moscou         | D1                    | 29          | 2           | 2                     | 0                     | C1+C1                          | 4+6                            | 0                              | 41    | 2     |
| 2002                  | Krylia Sovetov Samara  | D1                    | 25          | 0           | 3                     | 0                     | CI                             | 4                              | 0                              | 32    | 0     |
| 2003                  | Krylia Sovetov Samara  | D1                    | 13          | 0           | 5                     | 0                     | -                              | -                              | -                              | 18    | 0     |
| 2004                  | Terek Grozny           | D2                    | 33          | 1           | 8                     | 0                     | C3                             | 4                              | 0                              | 45    | 1     |
| 2005                  | Terek Grozny           | D1                    | 18          | 0           | 2                     | 0                     | -                              | -                              | -                              | 20    | 0     |
| 2006                  | Spartak Vladikavkaz    | D3                    | 29          | 2           | 3                     | 0                     | -                              | -                              | -                              | 32    | 2     |
| 2007                  | Alania Vladikavkaz     | D2                    | 9           | 0           | -                     | -                     | -                              | -                              | -                              | 9     | 0     |
| 2007                  | Astana-1964            | D1                    | 11          | 0           | -                     | -                     | C1                             | 4                              | 0                              | 15    | 0     |
| 2008                  | SKA-Energia Khabarovsk | D2                    | 15          | 0           | -                     | -                     | -                              | -                              | -                              | 15    | 0     |
| 2009                  | Torpedo Moscou         | D4                    | 9           | 1           | -                     | -                     | -                              | -                              | -                              | 9     | 1     |
| Total sur la carrière | Total sur la carrière  | Total sur la carrière | 482         | 52          | 36                    | 6                     | -                              | 39                             | 1                              | 557   | 59    |

### Statistiques d'entraîneur
| Nika Moscou               | 1er janvier 2009 | 7 juillet 2009  | 17  | 1   | 5  | 11  | 5,9  |
| Dniepr Smolensk           | 11 novembre 2009 | 5 juin 2012     | 80  | 37  | 20 | 23  | 46,3 |
| Zénith Penza              | 2 octobre 2012   | 15 juin 2014    | 47  | 15  | 19 | 13  | 31,9 |
| Arsenal Toula             | 15 juin 2015     | 23 février 2016 | 29  | 15  | 6  | 8   | 51,7 |
| Torpedo Moscou            | 5 mai 2016       | 31 mai 2017     | 31  | 12  | 11 | 8   | 38,7 |
| Tchaïka Pestchanokopskoïe | 26 décembre 2017 | 11 avril 2018   | 8   | 2   | 2  | 4   | 25,0 |
| Spartak-2 Moscou          | 1er juin 2018    | 10 janvier 2020 | 63  | 18  | 17 | 28  | 28,6 |
| FK Krasny                 | 5 février 2020   | 4 décembre 2020 | 16  | 6   | 4  | 6   | 37,5 |
| Khimik Dzerjinsk          | 20 mai 2021      | 8 novembre 2021 | 19  | 4   | 5  | 10  | 21,1 |
| FC Noah                   | 10 novembre 2021 | 21 mars 2022    | 11  | 2   | 3  | 6   | 18,2 |
| Total                     | Total            | Total           | 321 | 112 | 92 | 117 | 34,9 |

## Palmarès
Spartak Moscou
- Champion de Russie en 1999, 2000 et 2001.

 Terek Grozny
- Vainqueur de la Coupe de Russie en 2004.
- Champion de Russie de deuxième division en 2004.